# 科尔宾·艾伯特
科尔宾·罗丝·艾伯特（英語：Korbin Rose Albert，2003年10月13日—），美国職業女子足球运动员，司職中场，現效力法甲球隊巴黎聖日耳曼及美國國家女子足球隊。她曾代表美国国家队参加2024年夏季奥林匹克运动会足球比赛，获得一枚金牌。

## 外部連結
- 科尔宾·艾伯特在美國足球協會